# Funicolare del Pic du Jer
La funicolare del Pic du Jer è un impianto a fune che collega la città di Lourdes al Pic du Jer, ad un'altezza di 889 metri.

## Storia

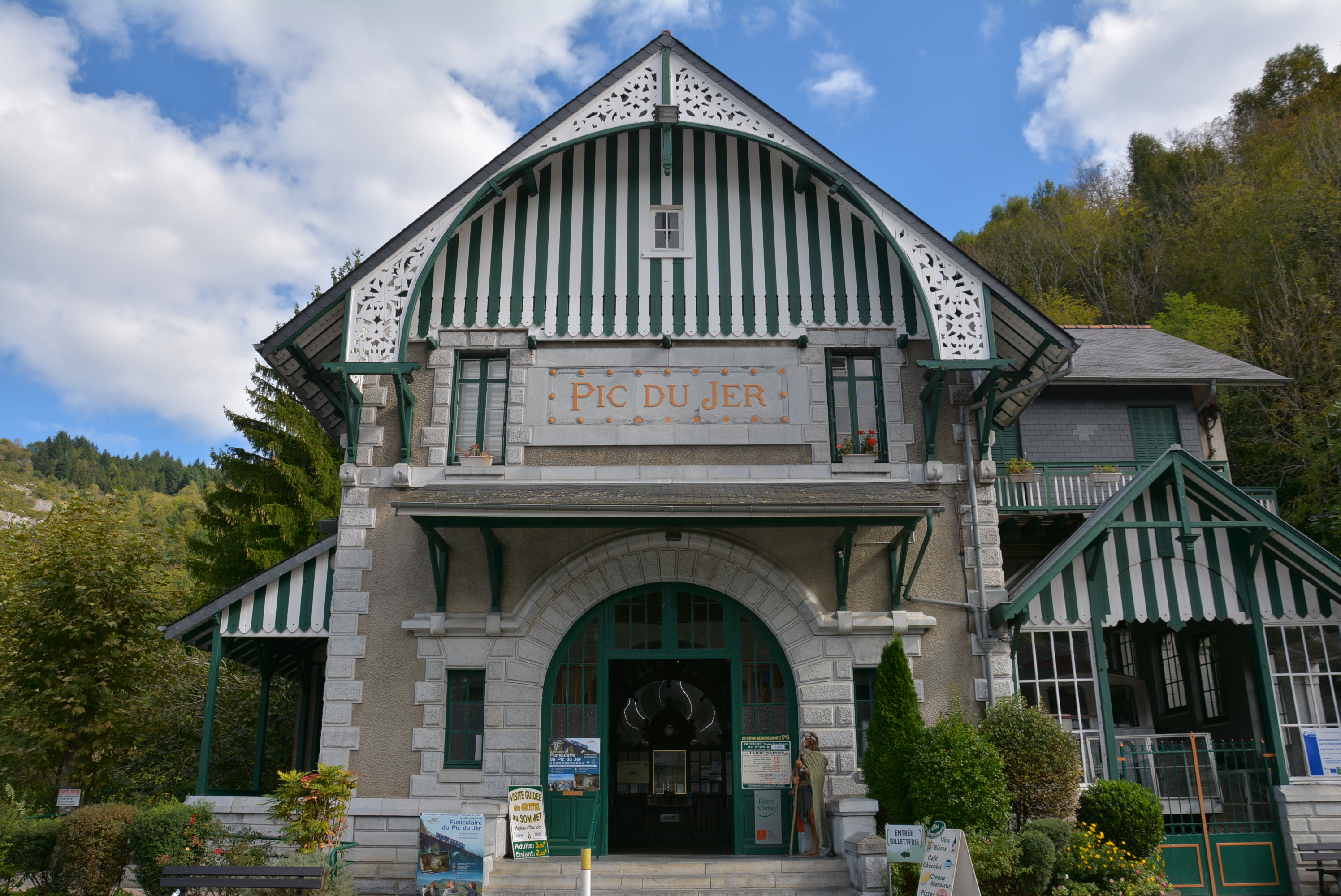
La stazione a valle

Il continuo flusso di pellegrini a Lourdes, in visita al santuario mariano, dopo le apparizioni del 1858, fecero avanzare all'ingegnere Alphonse Chambrelent la proposta al consiglio comunale di costruire una funicolare per raggiungere la sommità del Pic du Jer, in modo tale da affiancare al turismo religioso anche uno di tipo naturalistico, sfruttando le montagne che si innalzavano intorno alla cittadina. Ottenuta una concessione per settantacinque anni e dopo aver fondato la società Compagnie du Funiculaire du Pic, nell'agosto del 1898, con l'aiuto dell'ingegnere Pierre Médebielle, iniziarono i lavori di costruzione: questi durarono meno di un anno, otto mesi circa, utilizzando tecniche all'avanguardia per l'epoca, come l'uso di una teleferica che portava il materiale necessario per la realizzazione fino alla sommità della montagna, con una capacità di circa cinquanta tonnellate tra roccia, sabbia e legno al giorno ed utilizzando il doppio di cariche di dinamite rispetto al normale per scavare trincee e gallerie. I lavori, senza alcun incidente grave, vennero conclusi nel dicembre 1899 e dopo un breve periodo di prova l'impianto venne inaugurato il 16 giugno 1900: si trattava della seconda funicolare ad essere costruita in Francia per uno scopo puramente turistico, dopo la funicolare del Capucin.
Nel 1953 l'impianto aveva già trasportato cinque milioni di turisti, e nonostante fosse aperta tutto l'anno, aveva una affluenza maggiore nei mesi estivi, quando muoveva anche tremila persone al giorno. I primi lavori di ristrutturazione si resero necessari nel 1954, in vista del maggiore afflusso di turisti del 1958, anno del centenario delle apparizioni; furono cambiati i motori di trazione della fune e le due cabine, sostituendo quelle in legno con nuove in metallo: i lavori si conclusero nel 1957. Nel 1986 terminò la concessione della società fondatrice, prolungata a seguito della seconda guerra mondiale, e la funicolare tornò sotto il controllo della città di Lourdes, fino al 25 gennaio 1996 quando venne ceduta ad una nuova società, la Société Pyrénéenne de Gestion o Sopygest: tra il 1995 ed il 1997 l'impianto fu posto ad una totale revisione, con il restauro delle due vetture, effettuato poi anche nel 2004. Il 16 ottobre 2007 la società venne messa in liquidazione e la funicolare ritornò nuovamente alla città di Lourdes; ogni anno trasporta circa seicentomila persone nei mesi di apertura tra marzo e novembre.

## Descrizione

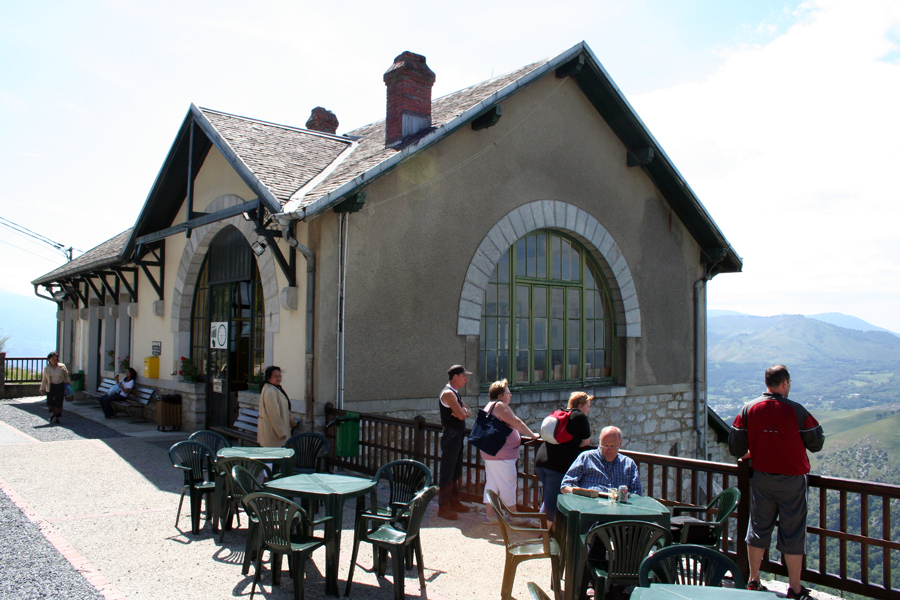
La stazione a monte

L'ingresso a valle della funicolare si trova alla periferia di Lourdes, lungo la strada che collega la cittadina mariana con Cauterets: nei pressi dell'impianto, fino al 1930, arrivava la rete tranviaria urbana e fino al 1975 era attiva una stazione ferroviaria sulla dimessa ferrovia Lourdes – Pierrefitte-Nestalas. L'accesso al viale è consentito da un cancello in ferro battuto originario dell'epoca di costruzione ed un ampio parcheggio permette la sosta di auto ed autobus, anche di linea, i quali provvedono ad un collegamento con il centro cittadino.
La stazione a valle si trova ad un'altezza di 415 metri ed è costituita da un complesso di tre edifici, tutti in pietra e con tetto a spiovente: due più piccoli ospitavano rispettivamente il capostazione e una centrale elettrica, mentre il corpo più grande rappresenta la stazione vera e propria; questa conserva al suo interno gli arredi dell'inizio del XX secolo ed ospita la biglietteria e diverse attività commerciali, oltre ad essere decorata lungo una parete con un murale che riproduce le grotte visitabili sulla cima della montagna: la sala d'attesa con banchina d'accesso alle vetture è illuminata tramite quattro finestroni. La stazione a monte invece è situata a 889 metri ed è composta da due edifici, uno che ospita la banchina e la sala d'attesa, costruito su un arco in pietra ed uno perpendicolare alla funicolare all'interno del quale si trova la sala macchine e attività commerciali. La linea ha una lunghezza di millecentodieci metri e supera un dislivello di quattrocentosettantatré metri in quindici minuti: il binario è singolo, con raddoppio nella parte centrale per permettere l'incrocio, ha uno scartamento di un metro, una lunghezza di dodici metri ed un peso di ventidue chilogrammi; la trazione è sempre stata elettrica, alimentata in origine dalla centrale di Lugagnan e poi dal 1935 da quella del Latour.

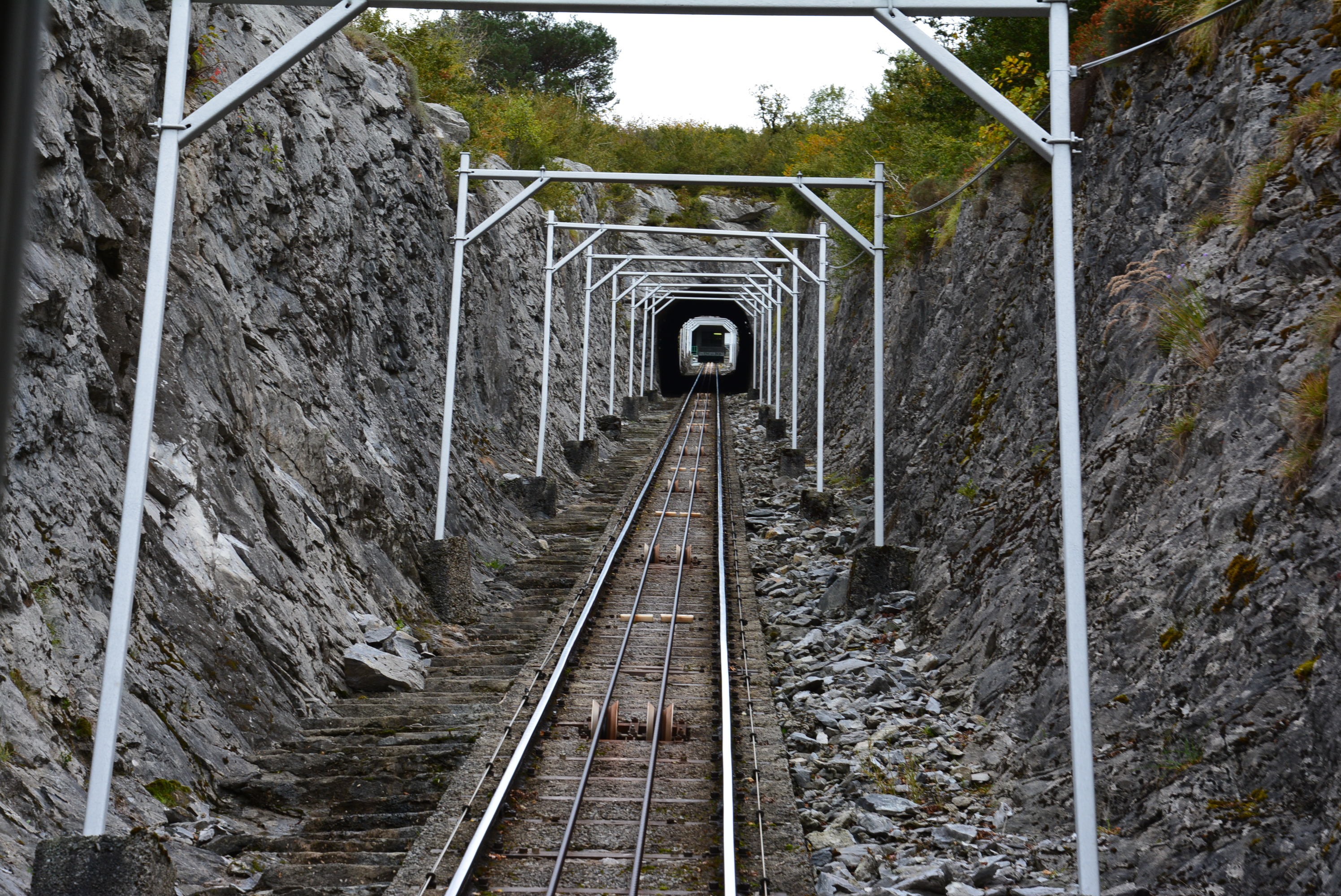
Il binario

Le vetture, trainate da un cavo dal diametro di trentadue millimetri, sostituito l'ultima volta nel 2007, sono state costruite nel 1954 dalla ditta Soulé ed hanno una capienza di ottanta persone, rispetto a quelle originarie, in legno, che erano in grado di trasportare un massimo di cinquanta viaggiatori: ogni cabina ha un peso di cinque tonnellate e sono state restaurate nel 1996, soprattutto dal punto di vista tecnico e non in quello estetico. Internamente si dividono in cinque scompartimenti, con porta su ogni lato, ed ognuna è in grado di trasportare otto persone sedute ed otto in piedi; caratteristica è la cabina del conducente che non presenta separazioni dal vano dei passeggeri.
La partenza da valle è con una pendenza del 27% e, dopo un piccolo ponte in metallo, attraverso una curva, la funicolare si immette in un ambiente boscoso: si prosegue poi in rettilineo con un tratto in trincea, dove la pendenza aumenta fino al 39%, fino ad incrociare una prima galleria, lunga settantacinque metri e con una pendenza del 43%. Si giunge quindi ad un viadotto lungo centodiciotto metri, realizzato interamente in granito e costituito da nove archi dal raggio di otto metri e due archi più piccoli dal raggio di due metri e mezzo: sul viadotto, dove in origine era anche posta una fermata, poi dismessa, con un piccolo punto ristoro, la pendenza è del 48% ed a sede il raddoppio del binario per permettere l'incrocio tra le due vetture. Superato il viadotto la pendenza si mantiene costante fino all'arrivo al 56%: la funicolare procede per circa quattrocento metri in un rettilineo a trincea dalla profondità di dieci metri, supera una galleria lunga sessantacinque metri e dopo un breve viadotto dalla lunghezza di quaranta metri arriva alla stazione a monte.